# Râul Balta Albă
Râul Balta Albă este un curs de apă, afluent al râului Sacovăț. 